# 우방재
우방재(于邦宰)는 고려 중기의 무신이다. 본관은 목주(木州). 벼슬이 형부상서(刑部尙書)를 거쳐 상서우복야(尙書右僕射)에 이르렀다.

## 생애
1135년(인종 13) 서경(西京)에서 묘청(妙淸) 등이 반란을 일으켰을 때 김부식(金富軾) 휘하의 장군으로 병사들을 이끌고 반란군을 진압하는 데 공을 세웠다.
1153년(의종 7) 음력 2월 12일(양력 3월 8일) 형부상서(刑部尙書)에 제수되었으며, 벼슬이 상서우복야(尙書右僕射)에 이르렀다.
아들은 명종 때 동지추밀원사(同知樞密院事)에 오른 우학유(于學儒)이다. 당시 무신들이 문신들에게 억눌려 있는 상황에 대하여, 아들 우학유(于學儒)에게 타이르며 말하기를, "무관(武官)이 문관(文官)에게 굴욕을 당한지 오래이니, 어찌 분함이 없겠느냐? 문관을 없애는 것은 썩은 나무토막을 부러뜨리는 것같이 쉽다. 하지만 문관이 해를 당하면 곧 그 화가 우리들에게 미칠 것이니 너는 삼가야 한다."라고 하였다. 의종 말 이의방(李義方) 등이 무신정변을 일으킬 때 우학유에게 함께 거사할 것을 권하였는데, 우학유는 아버지의 훈계를 핑계로 거절하였다. 며느리는 전주 이씨로 조선 태조 이성계의 6대조인 이린과 이의방의 누이다.